# Django (Framework)
Django ist ein in Python geschriebenes, quelloffenes Webframework, das einem Model-View-Presenter-Schema folgt. Es wurde ursprünglich entwickelt, um die News-Seite „Lawrence Journal-World“ zu verwalten, und wurde im Juli 2005 unter einer BSD-Lizenz veröffentlicht. Benannt ist es nach dem Jazz-Gitarristen Django Reinhardt.
Manche Versionen erhalten einen längeren Support und werden als LTS angeboten. Ab der Version 2.0 ist die Versionierung an SemVer angelegt.

## Philosophie
Django ist in vielerlei Hinsicht das Python-Gegenstück zu Ruby on Rails. Beispielsweise konzentriert sich auch Django auf die Einhaltung des DRY-Prinzips.
Im Gegensatz zu diesem setzt Django allerdings nicht auf eine implizite, sondern auf die explizite Konfiguration einer Anwendung. Dies schlägt sich beispielsweise in der URL-Konfiguration nieder, die mit regulären Ausdrücken explizit vorgenommen wird und so eine Abbildung einer URL auf eine Python-Funktion schafft.
Django verfolgt auch das „batteries included“ genannte Prinzip aus der Python-Welt, wonach eine breite Palette an optionalen Werkzeugen, die häufig auftretende Webentwicklungs-Aufgaben adressieren, direkt über das Hauptpaket mitgeliefert wird. So sind beispielsweise ein Authentifizierungssystem und eine Administrationsoberfläche von Haus aus enthalten.

## Merkmale

Model-Template-View in Django

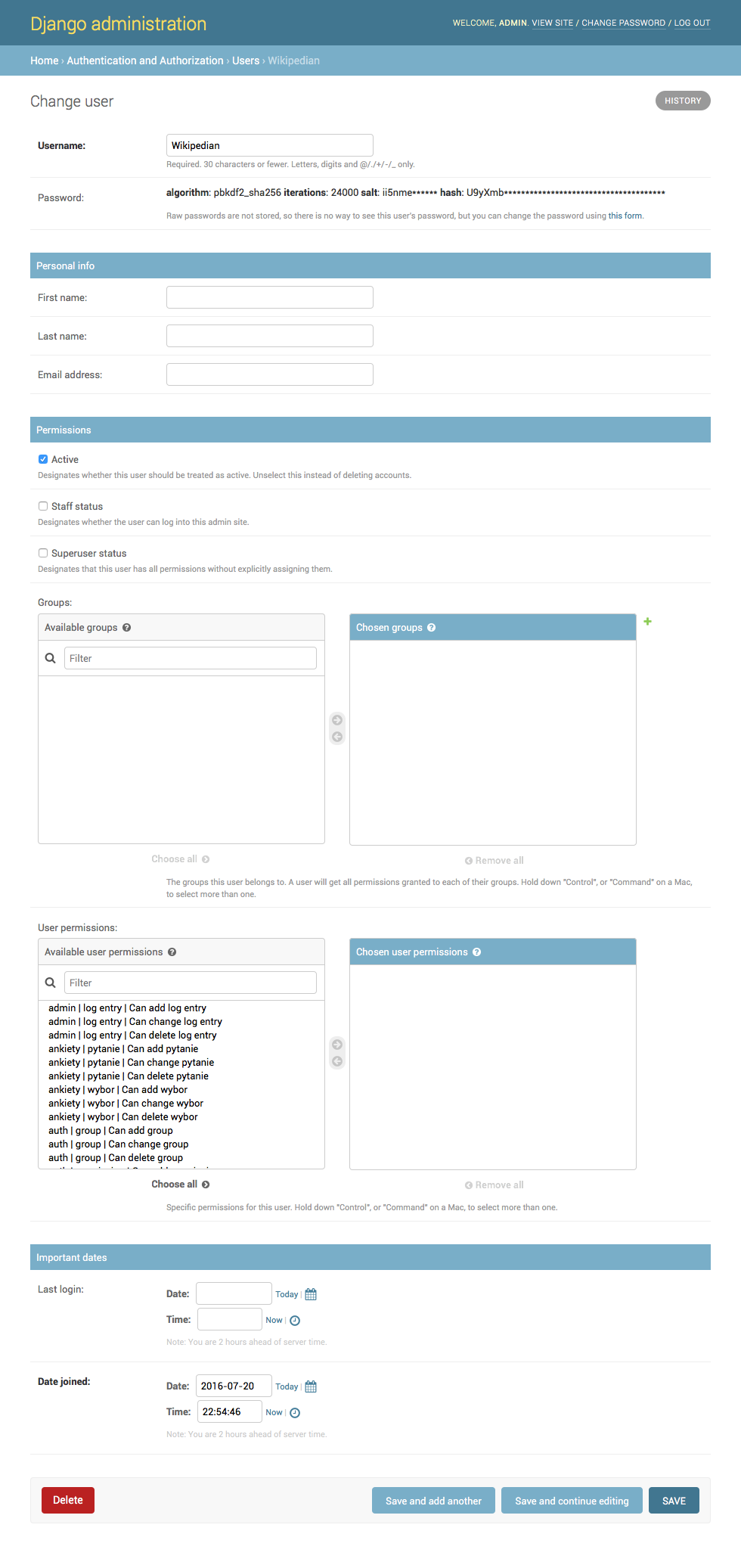
Bildschirmansicht der optionalen Admin-Oberfläche, die auch Benutzer verwaltet

- Integrierte objektrelationale Abbildung für die Datenbanksysteme MySQL, Oracle, PostgreSQL und SQLite
- Anbindung an weitere Datenbanksysteme (z. B. Db2 und Microsoft SQL Server) via Backends von Drittanbietern[11]
- automatisch generierte, produktionstaugliche Administrationsoberfläche
- flexible URL-Konfiguration mit regulären Ausdrücken
- umfangreiche Templatesprache mit Vererbungsunterstützung
- Internationalisierungsunterstützung
- Cross-Site-Scripting-Schutz
- weitere Module, die nach Bedarf eingesetzt werden können:[12]
  - eingebautes Caching
  - Authentifizierungssystem
  - Kommentarsystem
  - Suchmaschinen-Sitemaps-Erstellung
  - Werkzeuge zur Erstellung von RSS- und Atom-Feeds
  - Modul für Geoinformationssysteme

Fast jedes Merkmal von Django lässt sich auf einfache Weise erweitern, ohne den ursprünglichen Quellcode des Frameworks zu ändern. Es können zum Beispiel selbsterstellte Module innerhalb von Vorlagen ("templates") geladen werden, um den Umfang der Template-Sprache zu erweitern. Außerdem erlaubt Django, wiederverwendbare Anwendungen zu erstellen, die beliebig miteinander kombiniert werden können.
Django läuft mit dem Apache-Webserver mit mod wsgi oder einem anderen WSGI-kompatiblen Webserver. Es ist auch möglich, Django als FastCGI laufen zu lassen. Django enthält zudem einen für die Entwicklung gedachten und darauf zugeschnittenen eigenen Webserver.

## Django Software Foundation
Am 17. Juni 2008 wurden die Marke Django sowie alle Rechte an dessen geistigem Eigentum an die Django Software Foundation übertragen. Als Ziele nennt diese Stiftung:
- Förderung des Einsatzes von Django,
- Unterstützung seiner Weiterentwicklung,
- Sicherung des geistigen Eigentums,
- Den Stand der Technik in der Webentwicklung voranzutreiben.

Gründungsmitglieder sind Adrian Holovaty, Jacob Kaplan-Moss und Dan Cox.

## Deutscher Django-Verein
Im Dezember 2009 wurde der Deutsche Django-Verein gegründet. Der Verein soll die Kommunikation der Entwickler und Anwender sowie die Weiterentwicklung von Django im deutschsprachigen Raum fördern. Dazu werden Veranstaltungen und Konferenzen durchgeführt sowie lokale Gruppen unterstützt.

## Verwendung
Eine Reihe von Anwendungen und mehrere tausend Softwarebibliotheken basieren auf Django, auf der Projektseite von djangopackages.org gibt es dazu eine Liste. Die wichtigsten  sind Bikemap.net, Disqus, django CMS, Instagram, LINBO, Pixabay, Pootle und Seafile.